# 鹭岛大道
鹭岛大道，又名环岛干道，是福建省厦门市厦门岛的一条城市快速路，南起厦门岛西南演武大桥，北至高崎国际机场接集美大桥出岛。
- 厦门鹭岛大道主干道可通车